# Боаси Ламбервил
Боаси Ламбервил (фр. Boissy-Lamberville) насеље је и општина у северној Француској у региону Горња Нормандија, у департману Ер која припада префектури Берне.
По подацима из 2011. године у општини је живело 300 становника, а густина насељености је износила 37,13 становника/km². Општина се простире на површини од 8,08 km². Налази се на средњој надморској висини од 178 метара (максималној 177 m, а минималној 162 m).

## Демографија
| 1962. | 1968. | 1975. | 1982. | 1990. | 1999. | 2011. |
| ----- | ----- | ----- | ----- | ----- | ----- | ----- |
| 241   | 254   | 235   | 245   | 281   | 276   | 300   |

График промене броја становника у току последњих година